# Paectes arcigera
Paectes arcigera är en fjärilsart som beskrevs av Achille Guenée 1852. Paectes arcigera ingår i släktet Paectes och familjen nattflyn. Inga underarter finns listade i Catalogue of Life.

## Bildgalleri

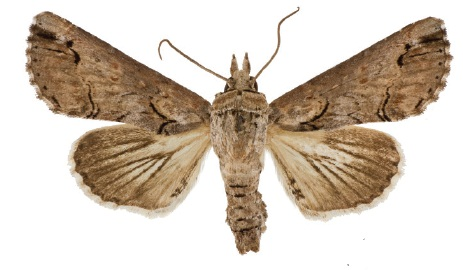